# Амбарцумов, Борис Владимирович
Борис Владимирович Амбарцумов (29 сентября 1974, Баку — 31 января 2020) — российский борец греко-римского стиля, четырёхкратный чемпион России (1995, 1997, 1998, 2000), победитель международного турнира памяти Ивана Поддубного (1996), обладатель Кубка мира (1997), чемпион Европы (1998). Мастер спорта России международного класса (1995).

## Биография
Начал заниматься греко-римской борьбой в 1987 году в Баку у Анатолия Петросяна. В 1989 году из-за начала Карабахского конфликта был вынужден переехать в Москву, где продолжил тренироваться под руководством своего старшего брата Камо Амбарцумова.
В 1992 году стал чемпионом России среди юношей, а в 1994 году — среди молодёжи. В 1995 году впервые выиграл взрослый чемпионат России. В 1997 году повторил этот успех и стал обладателем Кубка мира. В 1998 году вошёл в состав сборной России на чемпионате Европы в Минске и уверенно выиграл его. В четырёх схватках на этом турнире он отдал соперникам лишь один балл. В 2000 году занял второе место на чемпионате Европы в Москве, и тренерский штаб сборной России не включил его в состав участников Олимпийских игр в Сиднее. После этого Борис Амбарцумов принял решение завершить свою спортивную карьеру.
В дальнейшем занимался тренерской деятельностью. В 2005—2006 годах работал тренером во Дворце борьбы имени Ивана Ярыгина.